# Welvaartspartij (Turkije)
De Welvaartspartij (Turks: Refah Partisi, RP) was een Turkse politieke partij van islamistische signatuur. De partij werd geleid door Necmettin Erbakan. In 1995 vormde het een coalitieregering met de secularistische Partij van het Rechte Pad (DYP) van Tansu Çiller.
De partij werd geleid door Necmettin Erbakan. De partij was de opvolger van de Partij voor Nationale Redding (MSP)